# Manio Acilio Glabrión (cónsul 152)

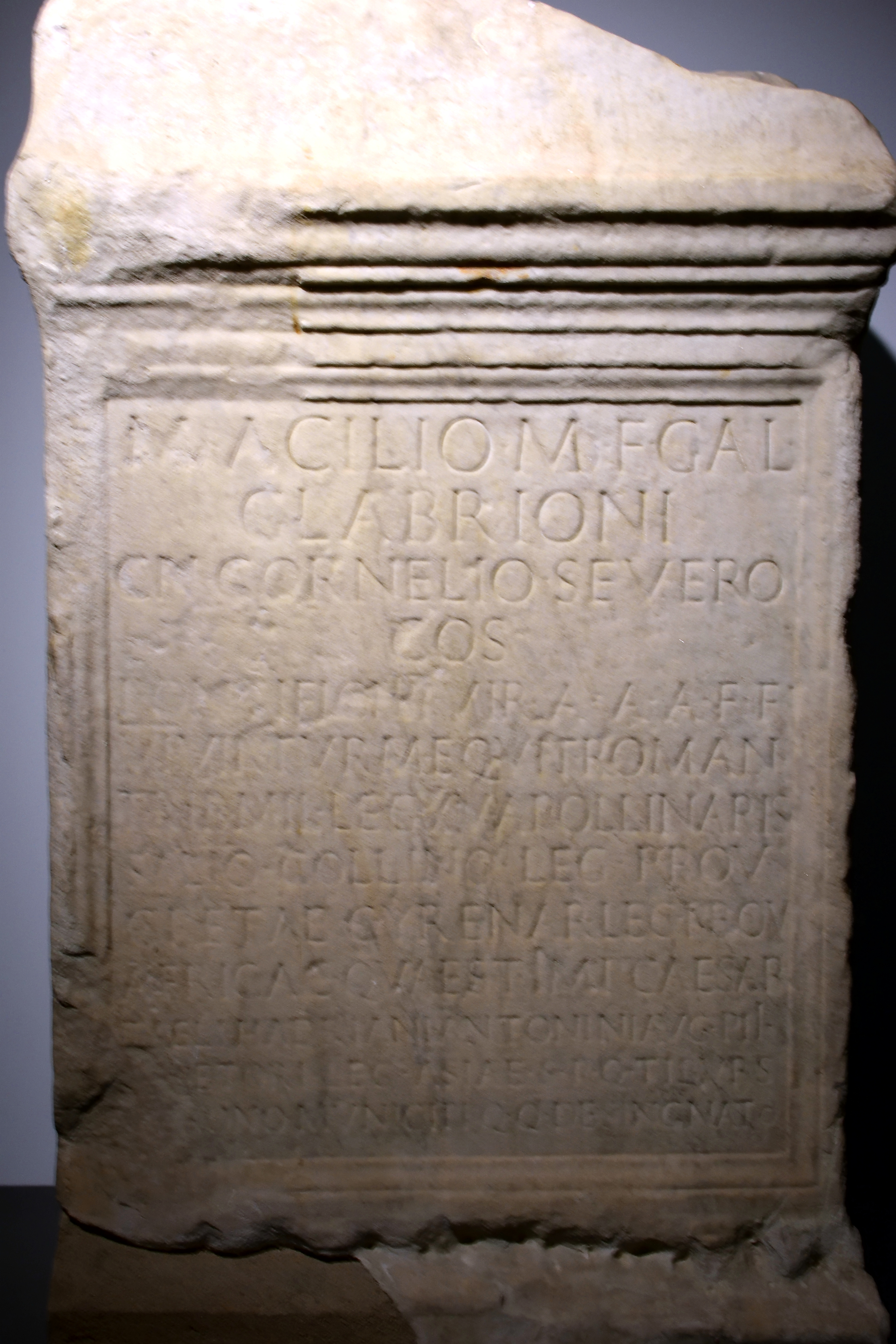
Inscripción de Manio Acilio Glabrión Gneo Cornelio Severo

Manio Acilio Glabrión Gneo Cornelio Severo (en latín: Manius Acilius Glabrio Gneus Cornelius Severus c.119 - c.183) fue un senador romano que desarrollo su carrera bajo los emperadores Adriano, Antonino Pío y Marco Aurelio. Fue cónsul ordinario en 152 con Marco Valerio Hómulo como su colega. La vida y carrera de Acilio Glabrión se conocen casi exclusivamente por las inscripciones que se conservan.

## Orígenes y nacimiento
Asumiendo que fue nombrado cónsul ordinarius anno suo, Acilio Glabrión habría nacido en 119. Pertenecía a la Gens Acilia, una familia que ganó prominencia por primera vez durante la época republicana. Aunque había sido una familia plebeya durante la República, durante el alto imperio se le había otorgado el estatus de familia patricia.
Su padre fue Manio Acilio Glabrión, cónsul en 124; y su abuelo fue Manio Acilio Glabrión, cónsul en 91.
El nombre de Acilio Glabrión presenta un problema, debido a su naturaleza polónima. En resumen, tiene varios nombres: "Manio Acilio Glabrión" y "Gneo Cornelio Severo", lo que desconcierta a cualquiera que esté más familiarizado con la tria nomina de la época Republicana y el Imperio temprano. Esta polonomía se puede explicar de tres formas:
- Nacido como Gneo Cornelio Severo y adoptado por Manio Acilio Glabrión, basado en la costumbre común de anteponer el nombre de su padre adoptivo al de su padre biológico.

- Nacido como Manio Acilio Glabrión y adoptado por un Gneo Cornelio Severo,  en este caso, muy probablemente el cónsul del año 112 Gneo Pinario Cornelio Severo , basado en la costumbre menos común de poner el nombre de su padre natural antes que el de su padre adoptivo.

- Su madre era hija de Gneo Cornelio Severo, cónsul en 112, y adjuntó su nombre al final del de su padre por respeto a su familia, que era una costumbre cada vez más común en el siglo II.

Cada una de estas posibles interpretaciones tiene sus defensores: Monique Dondin-Payre ha argumentado que era el hijo natural de Cornelio Severo; por otro lado, Ronald Syme defiende la interpretación de que su madre era la hija del cónsul, dándole un nombre hipotético pero no comprobado Cornelia Severa; aunque Olli Salomies respalda la elección de Syme, señala que se sabe que la hija del cónsul del 112 se llamaba Cornelia Manlia, y que había dos "Acilia Manlia": una que identifica como la hija de Acilio Glabrión, y a la otra como su bisnieta.

## Carrera política
Su carrera se conoce a través de una inscripción sobreviviente cuyo desarrollo es el siguiente:

M(anio) Acilio M(ani) f(ilio) Gal(eria)

Glabrioni 

Cn(aeo) Cornelio Severo 

co(n)s(uli)  4

pontifici IIIIvir(o) a(uro) a(rgento) a(ere) f(lando) f(eriundo)

VIvir(o) turm(arum) equit(um) Roman(orum)

trib(uno) mil(itum) leg(ionis) XV Apollinaris 

salio Collino leg(ato) prov(inciae) 8

Cretae Cyrenar(um) leg(ato) prov(inciae) 

Africae quaest(ori) Imp(eratoris) Caesar(is) 

T(iti) Aeli Hadriani Antonini Aug(usti) Pii 

[pr]aetori leg(ato) Asiae s(enatus) p(opulus)q(ue) Tiburs(iensis) (sic) 12

[pat]rono municipi(i) q(uin)q(uennali) desi{n}gnato

Su cursus honorum que Edward Champlin consideró inusual para un patricio, y Ronald Syme escribió que "presenta características anormales" y dice: "El típico senador patricio casi nunca ve un ejército; accede a las fasces a la edad de treinta y dos años o poco después, y no puede abandonar Italia hasta que el sorteo (discretamente administrado) le otorgue la gobernación de Asia o África catorce o quince años más tarde ".
Su carrera como senador comenzó de una manera predecible, como triunviri monetalis, magistratura parte del Vigintivirato, sobre lo que Syme señala: "Ningún patricio en esta época ocupó ninguna de las otras tres magistraturas menores". Sin embargo, su siguiente cargo fue inusual: Acilio Glabrión prestó servicio como tribuno militar de la Legio XV Apollinaris. Después de que Trajano se convirtió en emperador, solo se sabe que otro patricio sirvió como tribuno militar, Publio Manilio Vopisco Viciniliano, cónsul en 114. Luego fue legado con rango de pretor dos veces, el primero como adjunto del gobernador de Creta y Cirenaica, y luego como adjunto del procónsul de África,antes de convertirse en cuestor.
Syme examinó el contexto de su publicación. Señala que en 137 (el año en que Syme concluye que Acilio Glabrión sirvió en la Legión XV Apollinaris), el gobernador de la provincia en la que estaba estacionada la legión era Flavio Arriano; Syme también señala que 137 fue un año inestable hacia el final del reinado de Adriano, cuando la intriga rodeó su selección de un sucesor. Syme también señala que mientras estaba en Capadocia, Acilio Glabrión otorgó la ciudadanía romana a la familia de Acilio Diodotó, un sofista de Cesarea (actual Kayseri).
Poco se puede decir de su paso por Creta y Cirenaica: se desconoce quién era gobernador cuando estuvo en la provincia, en 138/139. Sin embargo, Syme propone que cuando Acilio Glabrión estaba en África, 139/140, el procónsul de África en ese momento era su padre, Manio Acilio Glabrión. Syme concluye que la influencia de su padre estuvo presente durante esta parte de su vida.
Fue cónsul en 152 como colega de Marco Valerio Hómulo. Después de su consulado, Acilio Glabrión fue procónsul de África entre el 164 y el 168 El hecho de que fuera uno de los testigos de la Tabula Banasitana (AE 1971, 534) demuestra que todavía estaba vivo el 6 de julio de 177.

## Familia
Según una lápida parcialmente conservada (CIL XIV, 2484), el nombre de su esposa era Faustina; la inscripción recuerda a dos hijas: Faustina Aciliana (fallecida a los 13 años, 2 meses y 11 días) y Priscila Aciliana (también fallecida joven). Es posible que tuvieran otra hija, Acilia, que era la madre de Tiberio Claudio Cleobulo cónsul alrededor de 210. 
Se sabe que Acilio Glabrión tuvo dos hijos, Manio Acilio Glabrión, cónsul dos veces, la primera alrededor de 167, y la segunda en 186; y Manio Acilio Faustino, cónsul sufecto en 179.
Champlin sugiere que, basándose en su nombre, Faustina era descendiente de la esposa de Marco Annio Vero, más específicamente, Ummidia Cornificia Faustina, la sobrina del emperador Marco Aurelio. Sin embargo, Syme plantea dos objeciones a esta identificación. La primera es que Ummidia Cornificia era demasiado joven para casarse con Acilio Glabrión: sus padres se casaron en 136 y su presunto hijo mayor fue cónsul por segunda vez en 186. El segundo es que "[si] Glabrión se había casado con un primo o una sobrina de Marco Aurelio, es extraño que, sobreviviendo a su consulado por un cuarto de siglo, no obtuvo un segundo consulado siendo miembro de la familia imperial".